# Danh sách tiểu hành tinh: 15101–15200
| Tên                    | Tên đầu tiên | Ngày phát hiện       | Nơi phát hiện                      | Người phát hiện                                        |
| ---------------------- | ------------ | -------------------- | ---------------------------------- | ------------------------------------------------------ |
| 15101 -                | 2000 AY150   | 8 tháng 1 năm 2000   | Socorro                            | LINEAR                                                 |
| 15102 -                | 2000 AA202   | 9 tháng 1 năm 2000   | Socorro                            | LINEAR                                                 |
| 15103 -                | 2000 AN204   | 8 tháng 1 năm 2000   | Socorro                            | LINEAR                                                 |
| 15104 -                | 2000 BV3     | 27 tháng 1 năm 2000  | Oizumi                             | T. Kobayashi                                           |
| 15105 -                | 2000 BJ4     | 21 tháng 1 năm 2000  | Socorro                            | LINEAR                                                 |
| 15106 Swanson          | 2000 CA45    | 2 tháng 2 năm 2000   | Socorro                            | LINEAR                                                 |
| 15107 Toepperwein      | 2000 CR49    | 2 tháng 2 năm 2000   | Socorro                            | LINEAR                                                 |
| 15108 -                | 2000 CT61    | 2 tháng 2 năm 2000   | Socorro                            | LINEAR                                                 |
| 15109 Wilber           | 2000 CW61    | 2 tháng 2 năm 2000   | Socorro                            | LINEAR                                                 |
| 15110 -                | 2000 CE62    | 2 tháng 2 năm 2000   | Socorro                            | LINEAR                                                 |
| 15111 Winters          | 2000 CY92    | 6 tháng 2 năm 2000   | Socorro                            | LINEAR                                                 |
| 15112 Arlenewolfe      | 2000 CY94    | 8 tháng 2 năm 2000   | Socorro                            | LINEAR                                                 |
| 15113 -                | 2000 CO96    | 5 tháng 2 năm 2000   | Socorro                            | LINEAR                                                 |
| 15114 -                | 2000 CY101   | 12 tháng 2 năm 2000  | Đài thiên văn Bergisch Gladbach    | W. Bickel                                              |
| 15115 Yvonneroe        | 2000 DA7     | 29 tháng 2 năm 2000  | Oaxaca                             | J. M. Roe                                              |
| 15116 -                | 2000 DZ12    | 27 tháng 2 năm 2000  | Kitt Peak                          | Spacewatch                                             |
| 15117 -                | 2000 DA79    | 29 tháng 2 năm 2000  | Socorro                            | LINEAR                                                 |
| 15118 Elizabethsears   | 2000 DP82    | 28 tháng 2 năm 2000  | Socorro                            | LINEAR                                                 |
| 15119 -                | 2000 DU97    | 29 tháng 2 năm 2000  | Socorro                            | LINEAR                                                 |
| 15120 Mariafélix       | 2000 ES      | 4 tháng 3 năm 2000   | Marxuquera                         | J. J. Gómez                                            |
| 15121 -                | 2000 EN14    | 5 tháng 3 năm 2000   | Đài thiên văn Zvjezdarnica Višnjan | K. Korlević                                            |
| 15122 -                | 2000 EE17    | 3 tháng 3 năm 2000   | Socorro                            | LINEAR                                                 |
| 15123 -                | 2000 EP36    | 8 tháng 3 năm 2000   | Socorro                            | LINEAR                                                 |
| 15124 -                | 2000 EZ39    | 8 tháng 3 năm 2000   | Socorro                            | LINEAR                                                 |
| 15125 -                | 2000 EZ41    | 8 tháng 3 năm 2000   | Socorro                            | LINEAR                                                 |
| 15126 Brittanyanderson | 2000 EA44    | 8 tháng 3 năm 2000   | Socorro                            | LINEAR                                                 |
| 15127 -                | 2000 EN45    | 9 tháng 3 năm 2000   | Socorro                            | LINEAR                                                 |
| 15128 Patrickjones     | 2000 EG46    | 9 tháng 3 năm 2000   | Socorro                            | LINEAR                                                 |
| 15129 Sparks           | 2000 ET47    | 9 tháng 3 năm 2000   | Socorro                            | LINEAR                                                 |
| 15130 -                | 2000 EU49    | 9 tháng 3 năm 2000   | Socorro                            | LINEAR                                                 |
| 15131 -                | 2000 ET54    | 10 tháng 3 năm 2000  | Kitt Peak                          | Spacewatch                                             |
| 15132 Steigmeyer       | 2000 EZ69    | 10 tháng 3 năm 2000  | Socorro                            | LINEAR                                                 |
| 15133 Sullivan         | 2000 EB91    | 9 tháng 3 năm 2000   | Socorro                            | LINEAR                                                 |
| 15134 -                | 2000 ED92    | 9 tháng 3 năm 2000   | Socorro                            | LINEAR                                                 |
| 15135 -                | 2000 EG92    | 9 tháng 3 năm 2000   | Socorro                            | LINEAR                                                 |
| 15136 -                | 2000 EE93    | 9 tháng 3 năm 2000   | Socorro                            | LINEAR                                                 |
| 15137 -                | 2000 EL93    | 9 tháng 3 năm 2000   | Socorro                            | LINEAR                                                 |
| 15138 -                | 2000 EQ93    | 9 tháng 3 năm 2000   | Socorro                            | LINEAR                                                 |
| 15139 Connormcarty     | 2000 EY93    | 9 tháng 3 năm 2000   | Socorro                            | LINEAR                                                 |
| 15140 -                | 2000 EB97    | 10 tháng 3 năm 2000  | Socorro                            | LINEAR                                                 |
| 15141 -                | 2000 EP106   | 11 tháng 3 năm 2000  | Kvistaberg                         | Uppsala-DLR Asteroid Survey                            |
| 15142 -                | 2000 EF108   | 8 tháng 3 năm 2000   | Socorro                            | LINEAR                                                 |
| 15143 -                | 2000 EX108   | 8 tháng 3 năm 2000   | Socorro                            | LINEAR                                                 |
| 15144 Araas            | 2000 EK114   | 9 tháng 3 năm 2000   | Socorro                            | LINEAR                                                 |
| 15145 Ritageorge       | 2000 EF117   | 10 tháng 3 năm 2000  | Socorro                            | LINEAR                                                 |
| 15146 Halpov           | 2000 EQ130   | 11 tháng 3 năm 2000  | Anderson Mesa                      | LONEOS                                                 |
| 15147 Siegfried        | 2000 EJ134   | 11 tháng 3 năm 2000  | Anderson Mesa                      | LONEOS                                                 |
| 15148 Michaelmaryott   | 2000 EM141   | 2 tháng 3 năm 2000   | Catalina                           | CSS                                                    |
| 15149 -                | 2000 EZ141   | 2 tháng 3 năm 2000   | Catalina                           | CSS                                                    |
| 15150 Salsa            | 2000 EO148   | 4 tháng 3 năm 2000   | Catalina                           | CSS                                                    |
| 15151 -                | 2000 EU148   | 4 tháng 3 năm 2000   | Catalina                           | CSS                                                    |
| 15152 -                | 2000 FJ5     | 29 tháng 3 năm 2000  | Oizumi                             | T. Kobayashi                                           |
| 15153 -                | 2000 FD17    | 28 tháng 3 năm 2000  | Socorro                            | LINEAR                                                 |
| 15154 -                | 2000 FW30    | 27 tháng 3 năm 2000  | Kushiro                            | S. Ueda, H. Kaneda                                     |
| 15155 Ahn              | 2000 FB37    | 29 tháng 3 năm 2000  | Socorro                            | LINEAR                                                 |
| 15156 -                | 2000 FK38    | 29 tháng 3 năm 2000  | Socorro                            | LINEAR                                                 |
| 15157 -                | 2000 FV39    | 29 tháng 3 năm 2000  | Socorro                            | LINEAR                                                 |
| 15158 -                | 2000 FH40    | 29 tháng 3 năm 2000  | Socorro                            | LINEAR                                                 |
| 15159 -                | 2000 FN41    | 29 tháng 3 năm 2000  | Socorro                            | LINEAR                                                 |
| 15160 Wygoda           | 2000 FK44    | 29 tháng 3 năm 2000  | Socorro                            | LINEAR                                                 |
| 15161 -                | 2000 FQ48    | 30 tháng 3 năm 2000  | Socorro                            | LINEAR                                                 |
| 15162 -                | 2000 GN2     | 5 tháng 4 năm 2000   | Zeno                               | T. Stafford                                            |
| 15163 -                | 2000 GB4     | 2 tháng 4 năm 2000   | Kushiro                            | S. Ueda, H. Kaneda                                     |
| 15164 -                | 2000 GA89    | 4 tháng 4 năm 2000   | Socorro                            | LINEAR                                                 |
| 15165 -                | 2000 GR89    | 4 tháng 4 năm 2000   | Socorro                            | LINEAR                                                 |
| 15166 -                | 2000 GX90    | 4 tháng 4 năm 2000   | Socorro                            | LINEAR                                                 |
| 15167 -                | 2000 GS135   | 8 tháng 4 năm 2000   | Socorro                            | LINEAR                                                 |
| 15168 -                | 2022 P-L     | 24 tháng 9 năm 1960  | Palomar                            | C. J. van Houten, I. van Houten-Groeneveld, T. Gehrels |
| 15169 -                | 2629 P-L     | 24 tháng 9 năm 1960  | Palomar                            | C. J. van Houten, I. van Houten-Groeneveld, T. Gehrels |
| 15170 -                | 2648 P-L     | 24 tháng 9 năm 1960  | Palomar                            | C. J. van Houten, I. van Houten-Groeneveld, T. Gehrels |
| 15171 -                | 2772 P-L     | 24 tháng 9 năm 1960  | Palomar                            | C. J. van Houten, I. van Houten-Groeneveld, T. Gehrels |
| 15172 -                | 3086 P-L     | 24 tháng 9 năm 1960  | Palomar                            | C. J. van Houten, I. van Houten-Groeneveld, T. Gehrels |
| 15173 -                | 3520 P-L     | 17 tháng 10 năm 1960 | Palomar                            | C. J. van Houten, I. van Houten-Groeneveld, T. Gehrels |
| 15174 -                | 4649 P-L     | 24 tháng 9 năm 1960  | Palomar                            | C. J. van Houten, I. van Houten-Groeneveld, T. Gehrels |
| 15175 -                | 6113 P-L     | 24 tháng 9 năm 1960  | Palomar                            | C. J. van Houten, I. van Houten-Groeneveld, T. Gehrels |
| 15176 -                | 6299 P-L     | 24 tháng 9 năm 1960  | Palomar                            | C. J. van Houten, I. van Houten-Groeneveld, T. Gehrels |
| 15177 -                | 6599 P-L     | 24 tháng 9 năm 1960  | Palomar                            | C. J. van Houten, I. van Houten-Groeneveld, T. Gehrels |
| 15178 -                | 7075 P-L     | 17 tháng 10 năm 1960 | Palomar                            | C. J. van Houten, I. van Houten-Groeneveld, T. Gehrels |
| 15179 -                | 9062 P-L     | 17 tháng 10 năm 1960 | Palomar                            | C. J. van Houten, I. van Houten-Groeneveld, T. Gehrels |
| 15180 -                | 9094 P-L     | 17 tháng 10 năm 1960 | Palomar                            | C. J. van Houten, I. van Houten-Groeneveld, T. Gehrels |
| 15181 -                | 9525 P-L     | 17 tháng 10 năm 1960 | Palomar                            | C. J. van Houten, I. van Houten-Groeneveld, T. Gehrels |
| 15182 -                | 9538 P-L     | 17 tháng 10 năm 1960 | Palomar                            | C. J. van Houten, I. van Houten-Groeneveld, T. Gehrels |
| 15183 -                | 3074 T-1     | 26 tháng 3 năm 1971  | Palomar                            | C. J. van Houten, I. van Houten-Groeneveld, T. Gehrels |
| 15184 -                | 3232 T-1     | 26 tháng 3 năm 1971  | Palomar                            | C. J. van Houten, I. van Houten-Groeneveld, T. Gehrels |
| 15185 -                | 4104 T-1     | 26 tháng 3 năm 1971  | Palomar                            | C. J. van Houten, I. van Houten-Groeneveld, T. Gehrels |
| 15186 -                | 2058 T-2     | 29 tháng 9 năm 1973  | Palomar                            | C. J. van Houten, I. van Houten-Groeneveld, T. Gehrels |
| 15187 -                | 2112 T-2     | 29 tháng 9 năm 1973  | Palomar                            | C. J. van Houten, I. van Houten-Groeneveld, T. Gehrels |
| 15188 -                | 3044 T-2     | 30 tháng 9 năm 1973  | Palomar                            | C. J. van Houten, I. van Houten-Groeneveld, T. Gehrels |
| 15189 -                | 3071 T-2     | 30 tháng 9 năm 1973  | Palomar                            | C. J. van Houten, I. van Houten-Groeneveld, T. Gehrels |
| 15190 -                | 3353 T-2     | 25 tháng 9 năm 1973  | Palomar                            | C. J. van Houten, I. van Houten-Groeneveld, T. Gehrels |
| 15191 -                | 4234 T-2     | 29 tháng 9 năm 1973  | Palomar                            | C. J. van Houten, I. van Houten-Groeneveld, T. Gehrels |
| 15192 -                | 5049 T-2     | 25 tháng 9 năm 1973  | Palomar                            | C. J. van Houten, I. van Houten-Groeneveld, T. Gehrels |
| 15193 -                | 5148 T-2     | 25 tháng 9 năm 1973  | Palomar                            | C. J. van Houten, I. van Houten-Groeneveld, T. Gehrels |
| 15194 -                | 2272 T-3     | 16 tháng 10 năm 1977 | Palomar                            | C. J. van Houten, I. van Houten-Groeneveld, T. Gehrels |
| 15195 -                | 2407 T-3     | 16 tháng 10 năm 1977 | Palomar                            | C. J. van Houten, I. van Houten-Groeneveld, T. Gehrels |
| 15196 -                | 3178 T-3     | 16 tháng 10 năm 1977 | Palomar                            | C. J. van Houten, I. van Houten-Groeneveld, T. Gehrels |
| 15197 -                | 4203 T-3     | 16 tháng 10 năm 1977 | Palomar                            | C. J. van Houten, I. van Houten-Groeneveld, T. Gehrels |
| 15198 -                | 1940 GJ      | 5 tháng 4 năm 1940   | Turku                              | L. Oterma                                              |
| 15199 Rodnyanskaya     | 1974 SE      | 19 tháng 9 năm 1974  | Nauchnij                           | L. I. Chernykh                                         |
| 15200 -                | 1975 SU      | 30 tháng 9 năm 1975  | Palomar                            | S. J. Bus                                              |